# Ilario Cortesi
Ilario Cortesi, CR (1545 – setembro de 1608) foi um prelado católico romano que foi bispo de Policastro (1605 – 1608).
Cortesi nasceu em Nápoles, na Itália, e foi ordenado sacerdote na Congregação dos Clérigos Regulares da Divina Providência. No dia 10 de outubro de 1605, foi nomeado pelo Papa Leão XI como Bispo de Policastro, onde servu como bispo até à sua morte.